# Deuterogonodon
Deuterogonodon és un gènere de mamífer extint de la família dels arctociònids que visqué durant el Paleocè. Se n'han trobat restes fòssils als Estats Units